# Nicolas Haas (football)
Pour les articles homonymes, voir Nicolas Haas et Haas.
Nicolas Haas, né le 23 janvier 1996 à Sursee, est un footballeur suisse. Il évolue au poste de milieu de terrain au FC Lucerne, en prêt d'Empoli FC.

## Carrière

### En club
Nicolas Haas intègre l'équipe première du FC Lucerne au début de l'année civile 2015.
Le 8 juin 2017, il rejoint le club italien de l'Atalanta Bergame.

### En équipe nationale
Nicolas Haas est sélectionné dans quasiment toutes les catégories de jeunes, des moins de 15 ans jusqu'aux espoirs. Il inscrit un but avec les moins de 15 ans.

## Statistiques
| Saison                | Club                  | Championnat           | Championnat | Championnat | Coupe(s) nationale(s) | Coupe(s) nationale(s) | Compétition(s) continentale(s) | Compétition(s) continentale(s) | Compétition(s) continentale(s) | Total | Total |
| Saison                | Club                  | Division              | M.          | B.          | M.                    | B.                    | Comp.                          | M.                             | B.                             | M.    | B.    |
| 2014-2015             | FC Lucerne            | Super League          | 8           | 0           | 0                     | 0                     | -                              | -                              | -                              | 8     | 0     |
| 2015-2016             | FC Lucerne            | Super League          | 24          | 1           | 5                     | 0                     | -                              | -                              | -                              | 29    | 1     |
| 2016-2017             | FC Lucerne            | Super League          | 23          | 1           | 3                     | 0                     | C3                             | 2                              | 0                              | 28    | 1     |
| Sous-total            | Sous-total            | Sous-total            | 55          | 2           | 8                     | 0                     | -                              | 2                              | 0                              | 65    | 2     |
| 2017-2018             | Atalanta Bergame      | Série A               | 9           | 0           | 2                     | 0                     | -                              | -                              | -                              | 11    | 0     |
| 2018-2019             | US Palerme (prêt)     | Série B               | 6           | 0           | 1                     | 0                     | -                              | -                              | -                              | 7     | 0     |
| Sous-total            | Sous-total            | Sous-total            | 15          | 0           | 3                     | 0                     | -                              | -                              | -                              | 18    | 0     |
| Total sur la carrière | Total sur la carrière | Total sur la carrière | 70          | 2           | 10                    | 0                     | -                              | 2                              | 0                              | 82    | 2     |